# Hugo Primozic
Hugo Primozic, nemški častnik in tankovski as slovenskega rodu, * 14. februar 1914, Backnang, Württemberg, † 18. marec 1996, Fulda, Hessen.
Primozic je bil prvi podčastnik Wehrmachta, ki mu je bil podeljen viteški križec železnega križca. Pozneje je postal tudi prvi podčastnik, ki je prejel hrastove liste k viteškemu križcu in hkrati tudi prvi pripadnik jurišne artilerije s tem visokim odlikovanjem. Vsa štiri odlikovanja (železna križca II. in I. razreda, viteški križec in viteški križec s hrastovimi listi) je prejel v obdobju petih mesecev.

## Življenjepis
Rodil se je slovenskemu očetu in nemški materi.
Leta 1932 je vstopil v Reichswehr, kjer je postal pripadnik artilerije. Udeležil se je francoske kampanje. Leta 1942 se je pridružil 667. bataljonu jurišne artilerije, ki je bil napoten na vzhodno fronto. Ko je rešil poškodovani jurišni top iz lastne enote, je prejel železni križ I. razreda. 15. septembra 1942 je v bitki za Ržev uničil 24 tankov, za kar je prejel viteški križ železnega križa. Januarja 1943 je seznam uničenih tankov obsegal že 60. Zaradi herojstva 28. januarja 1943 je prejel hrastove liste in bil povišan v poročnika.

## Odlikovanja
- železni križ II. razred (1942)
- železni križ I. razreda (1942)
- viteški križ (19. september 1942)
- viteški križ s hrastovimi listi (25. januar 1943)